# Adolf IV (hrabia Bergu)
Adolf IV (ur. przed 1220, zm. 22 kwietnia 1259) – hrabia Bergu od 1246. 

## Życiorys
Adolf był starszym synem księcia Limburgii i hrabiego Bergu Henryka oraz dziedziczki Bergu Ermengardy, córki hrabiego Bergu Adolfa III. Przy okazji zawarcia pokoju między ojcem Adolfa a arcybiskupem Kolonii Konradem z Hochstaden doszło do ślubu Adolfa z siostrą arcybiskupa Małgorzatą. 
Po śmierci ojca otrzymał hrabstwo Bergu, podczas gdy młodszy brat Walram otrzymał księstwo Limburgii. Pozostawał pod dużym wpływem Konrada z Hochstadem, przez co przystąpił do stronnictwa wrogiego Hohenstaufom i w walkach o tron niemiecki wspierał kolejnych kandydatów wynoszonych na tron przez swego szwagra: Henryka Raspe, Wilhelma z Holandii i Ryszarda z Kornwalii. Od Wilhelma otrzymał liczne nadania terytorialne (m.in. Remagen). Adolf pośredniczył też w sporach arcybiskupa Konrada z mieszczanami Kolonii i innymi możnymi. W 1255 Adolf rozpoczął rozbudowę kościoła w rodowym klasztorze Altenberg.
Zmarł w wyniku obrażeń odniesionych na turnieju.

## Rodzina
W 1240 Adolf poślubił Małgorzatę, córkę hrabiego Hochstaden Lotara (zmarłą po 1303). Miał sześciu synów i córkę:
- Adolf V, następca ojca jako hrabia Bergu,
- Wilhelm I, następca swego brata jako hrabia Bergu,
- Engelbert, prepozyt w Kolonii,
- Konrad, biskup Münsteru,
- Walram, prepozyt w Kolonii,
- Ergmengarda (Irmgarda), żona hrabiego Mark Eberharda II,
- Henryk, pan Wiendeck[3].